# M/T Kijevo
M/T Kijevo je trajekt za lokalne linije u sastavu flote hrvatskog brodara Jadrolinije. Izgrađen je 1997. u BSO-u u Splitu, sa svojim "blizancima" M/T Laslovo i M/T Ston. M/T Kijevo je kao i "blizanac" M/T Laslovo dobio simbolično ime, koje podsjeća na naselje koje je u Domovinskom ratu bilo do temelja razoreno, dakle Kijevo trenutno održava liniju Tkon – Biograd na Moru.
M/T Kijevo je kapaciteta oko 150 putnika i 25 – 30 automobila.

## Vanjske poveznice
|  | Zajednički poslužitelj ima još gradiva o temi M/T Kijevo |